# Machaeroides
A Machaeroides az emlősök (Mammalia) osztályának a kihalt Creodonta rendjébe, ezen belül vagy az Oxyaenidae vagy a Hyaenodontidae családjába tartozó kihalt nem.

## Rendszerezés
A nembe az alábbi fajok tartoznak:
- Machaeroides eothen
- Machaeroides simpsoni

## Tudnivalók

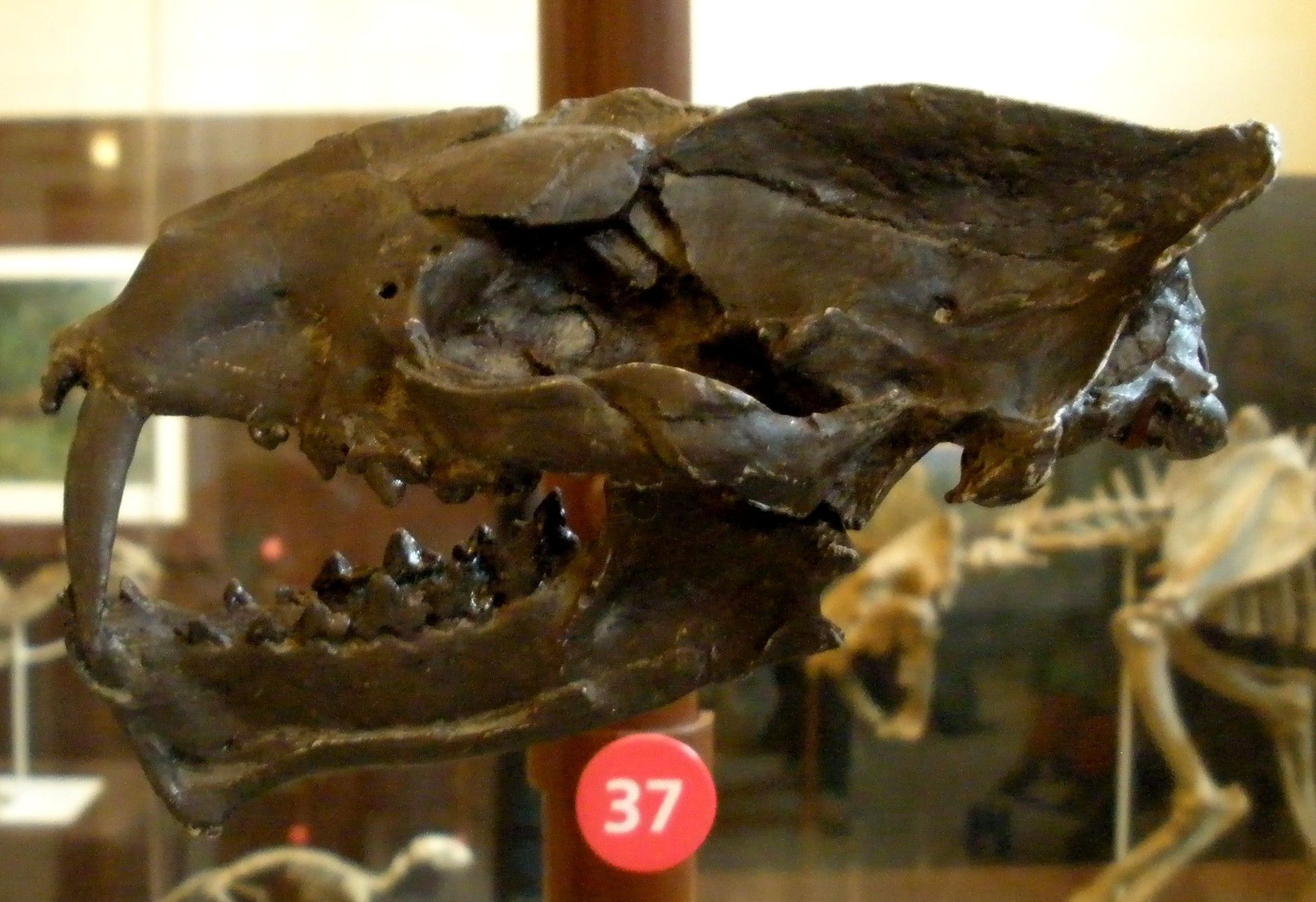
Machaeroides eothen koponya

A Machaeroides egy kardfogú creodonta nem volt, amely az eocén korban élt. A Machaeroides, az első kardfogú emlős volt. A ragadozók rendjébe tartozó valódi kardfogú macskaformáktól hosszabb koponyája és a járása különbözteti meg. Míg a kardfogú macskák az ujjaikon járnak, a Machaeroides az egész talpfelületét használta. A szintén kardfogú creodontától, a rokon Apataelurustól, a kisebb méretű „kardfogak” különböztetik meg.
A Machaeroides eothen körülbelül 10-14 kilogramm lehetett, akkora, mint egy mai staffordshire bullterrier. A Machaeroides simpsoni kisebb méretű volt.(Egi, 2001)

## Lelőhelyek
A Machaeroides maradványokat az Amerikai Egyesült Államokbeli Wyoming államban találták meg.

### Fordítás
- Ez a szócikk részben vagy egészben  a   Machaeroides című angol Wikipédia-szócikk fordításán alapul.  Az eredeti cikk szerkesztőit annak laptörténete sorolja fel. Ez a jelzés csupán a megfogalmazás eredetét és a szerzői jogokat jelzi, nem szolgál a cikkben szereplő információk forrásmegjelöléseként.